# 大泽乡起义
大澤鄉起義，又称陳吳起義，或陳吳之亂，是中國歷史上第一次有记录的大規模平民起事。秦二世元年（公元前209年），陳勝、吳廣屯戍漁陽（今北京密雲西南），由於逾期應役按秦律要斬首，二人於是起義，號「楚」，一曰「張楚」。起义沉重打擊秦朝政權，揭开秦末农民起义序幕。

## 背景
在秦皇時期，已民怨四起。而秦二世就任後則更為倒行逆施。賈誼《新書》記述秦二世「繁刑嚴誅，吏治刻深，賞罰不當，賦斂無度，天下多事，吏弗能記，百姓困窮而主弗收恤」。趙高、秦二世使用嚴刑峻法管治，社會劇烈震蕩。:196

## 經過

### 農民軍的形成
陳勝，字涉，陽城（今河南商水西南）人。吳廣，字叔，陽夏（今河南太康）人。二人都出生於低下的農民家庭。秦二世元年（公元前209年）秋，秦廷強征「闾左」贫民駐守渔阳（今北京密云西南），約有九百人左右被強徵，陈胜、吴广被推為屯長。七月，二人前往蕲县（今安徽宿州市南）大泽乡（今宿州东南刘村集）途中为大雨所阻，不能如期到达目的地。按秦律，誤期者斩，一律處斬，不如造反。:197
當時秦人同情無辜被賜死的秦皇長子扶蘇，楚人同情陣亡的楚將項燕，所以常有扶蘇、項燕未死的傳聞，陳勝提議利用扶蘇、項燕名義起兵造反，所以兩人去占卜。占卜人明白他們用意，暗示他們要利用鬼神之說。於是，他們在布帛上寫「陳勝王」三字，並放在漁夫準備出賣的魚腹中。戍卒買魚煮食後，看到布帛，心中疑惑。吳廣又跑樹林間小廟，假裝狐狸嗥叫：“大楚興，陳勝王。”戍卒驚恐不已。:197-198
輿論準備完後，陳、吳二人正式起義。某天，押送戍卒的將尉喝醉，吳廣多次跟這位秦尉說要逃跑，以激怒秦尉。秦尉中計，鞭笞吳廣，並拔劍威嚇。吳廣奪劍殺了秦尉。陳勝也衝來，又殺另一個秦尉。召集九百多名戍卒，宣告起義，並得到戍卒響應：
|                                | 公等遇雨，皆已失期，失期當斬。藉弟令毋斬，而戍死者固十六七。且壯士不死即已，死即舉大名耳，王侯將相，寧有種乎！ |
| ——《史記》卷五十二〈陳涉世家〉 | |

陳勝、吳廣築臺誓師，用兩個秦尉首級祭旗。陈胜自立为将军，吴广自立为都尉，斬木為兵，揭竿為旗，號稱「大楚」。他們假託扶蘇與項燕名號，招募士卒。:198

### 「張楚」政權建立
陳勝、吳廣義軍先攻蘄（今安徽宿縣南），秦軍大敗。後兵分二路，陳勝任命符離人葛嬰為將，令他率兵攻擊蔪東。自己則率主力向西北進擊，攻下銍（今安徽宿縣西）、酇（今河南永城西南）、苦（今河南鹿邑）、柘（今河南柘城）、譙（今安徽亳州）等地。大軍屢戰皆捷，每至一境，境內豪傑紛紛響應，隊伍擴展到數萬人。當至陳（今河南淮陽）一帶時，起義軍已有戰車六七百乘，馬兵千餘、步卒數萬。秦二世元年九月，起義軍攻兵伐陳。陳的郡守、縣令都不在，郡丞率兵抵抗起義軍，起義軍大勝。
陳是西周、春秋戰國時期陳國都城，楚國後期國都。秦滅六國後，在此置郡、縣治所，戰略意義重大。陳勝召集當地三老、豪傑討論政事。認為，陳勝「被堅執銳，伐無道，誅暴秦，復立楚國之社稷，功宜為王」。陳勝遂「乃立為王，號為張楚」。
「張楚」建立後，起義得到各地農民的響應。《史記·陳涉世家》 記述，陳勝自立後，「諸郡縣苦秦吏者，皆刑其長吏，殺之以應陳涉」。
稍早前，葛嬰立襄彊為楚王。葛嬰聽說陳勝已稱楚王，殺了襄彊，以示對陳勝效忠。葛嬰再次回到陳縣，投奔陳勝，但最後還是遭陳勝所殺。

### 征戰
陳勝後稱楚王，派周章率義軍主力進攻秦都，因孤軍深入，遇章邯反撲，以致周章陣亡。而吳廣圍攻滎陽，久攻不下。吴广礙於形勢，於滎陽繼續對峙，部将田臧矫陈胜令而杀之。章邯攻破李歸，又攻擊鄧說、伍逢、蔡賜等部隊，伍逢、以致蔡賜陣亡。
鄧說棄城而走，临陣逃走，被陳王就地正法。章邯繼續追擊，陳勝逃至下城父（今安徽渦陽東南），被車夫莊賈刺殺，大泽乡起义結束，僅六個月。

## 考証
出土文物《睡虎地秦簡》中提到，「御中發征，乏弗行，貲二甲。失期三日到五日，誶。六日到旬，貲一盾。過旬，貲一甲。其得殹（也），及詣水雨，除。」即：如果耽擱一次徭役者，處罰賠償兩副鎧甲。遲到3至5日，口頭警告；遲到6至10日，罰賠償一面盾牌；遲到10日以上，罰賠償一副鎧甲。因洪水，暴雨等自然原因无法按时到达的，可免除处罚。
依照秦律，服徭役者遲到的懲罰，只不過是處罰購買一些兵器來賠償公家而已，從頭到尾也沒有提到處死。如果是因為大雨，還可以免罰。
关于“失期当斩”问题，许多人以出土的《睡虎地秦简》解释迟到并不会被处死，甚至在大雨天气下还能免罚。然而，这种观点存在一定的问题。
1. 徭律与戍律的区别

在《睡虎地秦简》中，明确存在《徭律》和《戍律》，这表明秦朝法律将徭役和戍役视为两种不同性质的服役。《睡虎地秦简·徭律》规定：
“御中发征，乏弗行，赀二甲。失期三日到五日，谇；六日到旬，赀一盾；过旬，赀一甲。其得殹（也），及詣。水雨，除興。”
其中“水雨，除兴”确实意味着大雨可以免罚，但这条律法适用于徭役，而非戍役。
然而，《史记》明确记载陈胜、吴广是戍卒，他们属于戍役，而非徭役：
“七月，戍卒陈胜等反故荆地，为‘张楚’。”（《史记·秦始皇本纪》）
“于是楚戍卒陈胜、吴广等乃作乱，起于山东。”（《史记·李斯列传》）  
“后十四年而秦亡，亡自戍卒陈胜发。”（《汉书·五行志》）
因此，用《徭律》的内容来推翻“失期当斩”的说法是不准确的。
2.《岳麓书院藏秦简》补充了《戍律》的内容

“戍律曰：戍者月更。君子守官四旬以上为除戍一更。遣戍，同居毋并行，不从律，赀二甲。戍在署，父母、妻死遣归葬。告县，县令拾日。”
“戍律曰：下爵欲代上爵、上爵代下爵及毋（无）爵欲代有爵者戍，皆许之。以弱代者及不同县而相代，勿许。”
虽然现有戍律未直接提及“失期当斩”，但其规定显然与《徭律》不同，证明不能用《徭律》推导戍役的惩罚方式。
3. 秦二世时期法律的变化
即便《睡虎地秦简》可以代表秦始皇时期的法律，我们也不能忽略秦二世时期法律“益刻深”的变化。《史记》记载：
“四月，二世还至咸阳……用法益刻深。”（《史记·秦始皇本纪》）
这说明秦二世统治时期，法律变得更加严酷。因此，即使秦始皇时期可能没有“失期当斩”的明文规定，到了秦二世时期，这一处罚方式可能已经执行。
4. 法律文本与实际执行的区别
秦法作为人治社会的产物，法律条文与实际执行未必一致。法律有明确规定是一回事，地方官如何执行又是另一回事。因此，即便未来出土了秦二世时期的法律明文，也不能完全否定《史记》中关于“失期当斩”的记载。
因此，目前的考古证据不足以否“失期当斩”，反而在秦法日益严苛、戍律与徭律不同的背景下，《史记》的记载仍然具备可信度。
現代湖南益阳兔子山遗址出土的简牍中，其中一件觚上发现有“张楚之岁”的字样。湖南省文物考古研究所研究员张春龙認為，“张楚之岁”指的是陈胜起义之后的那一年。中国秦汉史学会会长王子今表示，楚国人有用前一年的大事来记年的习惯。武汉大学历史文化学院院长陈伟認為，“张楚之岁”是“岁名”，即以前一年的大事件来记年，“张楚之岁”即秦二世二年。

## 相关名言
揭竿而起《史記·卷六·秦始皇本紀》引漢·賈誼《過秦論》：「率罷弊之卒，將數百之衆，轉而攻秦。斬木為兵，揭竿為旗……」（《史记》作「率罷散之卒，將數百之眾，而轉攻秦。斬木為兵，揭竿為旗……」）后形成成语“揭竿而起”，指平民武装暴动。
鴻鵠之志《史記·陳涉世家》:“嗟乎！燕雀安知鴻鵠之志哉！”比喻目光短淺毫無大志的人無法了解有遠大抱負的人。
王侯將相寧有種乎語出《史記·陳涉世家》，意為「王侯將相難道有天生的血統麼？」主張權勢與高貴並非天生，更不是貴族的專利，平民同樣可以通過打拚力爭上游，並以此理念招攬起義隊伍。